# (19619) Bethbell
(19619) Bethbell (1999 QA) – planetoida z grupy pasa głównego asteroid okrążająca Słońce w ciągu 3,71 lat w średniej odległości 2,4 j.a. Odkryta 16 sierpnia 1999 roku.